# Za kvetoucí měsíčnicí

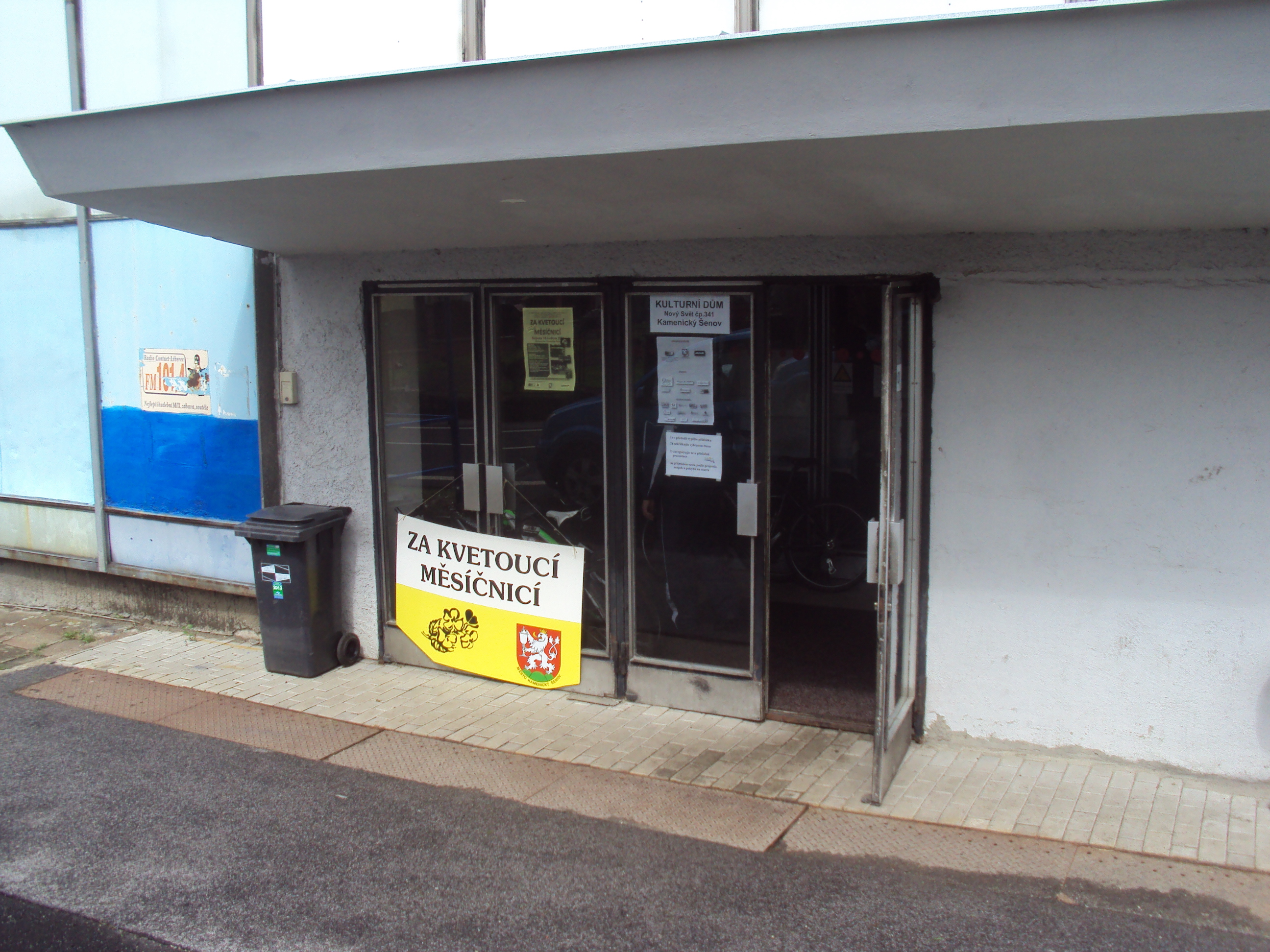
Start i cíl pochodu 2013 byl v kulturním domě Kamenického Šenova

Za kvetoucí měsíčnicí je název tradiční turistické a cykloturistické akce, která je pořádána v Kamenickém Šenově v okrese Česká Lípa. Pojmenování je odvozeno od rostlinky měsíčnice vytrvalé v přírodní památce Líska, přes kterou všechny trasy vedou. Akce je určena pro všechny věkové kategorie a tomu jsou přizpůsobeny i jednotlivé trasy.  Trasy vedou nádhernou přírodou okolí Kamenického Šenova, Lužickými horami, Labskými pískovci i národním parkem České Švýcarsko.

## Historie
Poprvé byla akce uspořádána v roce 1976 turistickým oddílem při TJ Jiskra Kamenický Šenov. Počet účastníků každoročně rostl, roku 1980 se pochodů na všech trasách zúčastnilo 995 turistů. Kolem roku 1990 z nezjištěných důvodů došlo k přerušení tradice.
V roce 2000 akci obnovil Petr Kožíšek s několika původními pořadateli za pomoci odborů podniku Preciosa-Lustry a města Kamenický Šenov. Od té doby turistickou akci Za kvetoucí měsíčnicí zpestřili jak větší nabídkou tras, tak doprovodnými aktivitami. Jsou zajišťovány originální pamětní listy, razítka, dostatečně zajištěna kontrolní stanoviště, získáni sponzoři a zabezpečena i propagace akce. Některé pěší trasy jsou spojeny s jízdou retrobusy a sklářskou lokálkou. Jednotlivé ročníky jsou číslovány znovu od obnovení akce roku 2000, v květnu 2014 byl tedy pochod pořádán jako 15. ročník s podtitulkem „měsíčnice dostává občanku“. Účast je každoročně od 300 do 800 turistů a je silně závislá na rozmarech počasí.

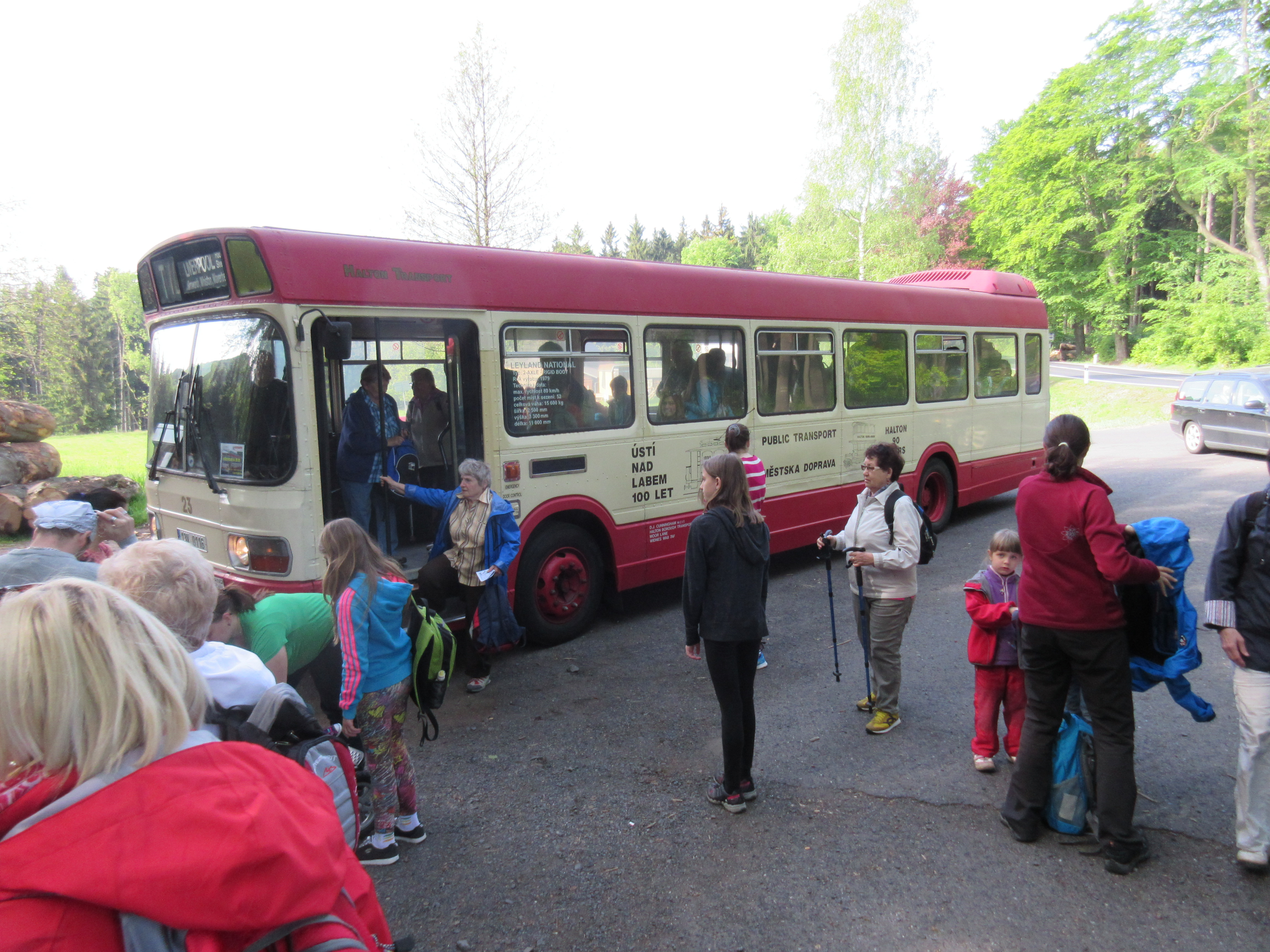
Turisty na druhý start vozil historický autobus i v roce 2015

| Rok  | Počet účastníků na všech trasách celkem  |
| ---- | ---------------------------------------- |
| 2014 | 332                                      |
| 2015 | 733                                      |
| 2016 | 804                                      |
| 2017 | 756                                      |
| 2018 | 800                                      |
| 2019 | 811                                      |
| 2020 | Akce zrušena z důvodu pandemie covidu-19 |
| 2021 | 403                                      |
| 2022 | 508                                      |
| 2023 | 789                                      |
| 2024 | 355                                      |
| 2025 | 729                                      |

## Trasy
Trasy se každoročně mírně obměňují. Všechny bývají směrovány směrem na sever od města, k přírodní památce Líska (výskyt měsíčnice vytvrvalé), k národní přírodní památce Zlatý vrch, k přírodní památce Pustý zámek, delší i ke České Kamenici či na Panskou skálu i na Národní park České Švýcarsko. Start i cíl je obvykle v kině Hvězda Kamenický Šenov. Některé jsou vedeny i po naučné stezce Okolím Studence.
Například pro rok 2024 byly vytvořeny tyto trasy:
Pěší trasy
- Pohodová trojka (3 km)
- Poznávací devítka (9 km)
- Rodinná sedmnáctka (17 km)
- Lokálková dvacetčtyřka (24 km)
- Jetřichovická padesátka (50 km)

Pěší trasy 3,9 a 17 km byly navíc spojeny s jízdou historickými autobusy. Trasa 25 km jízdou sklářskou lokálkou.

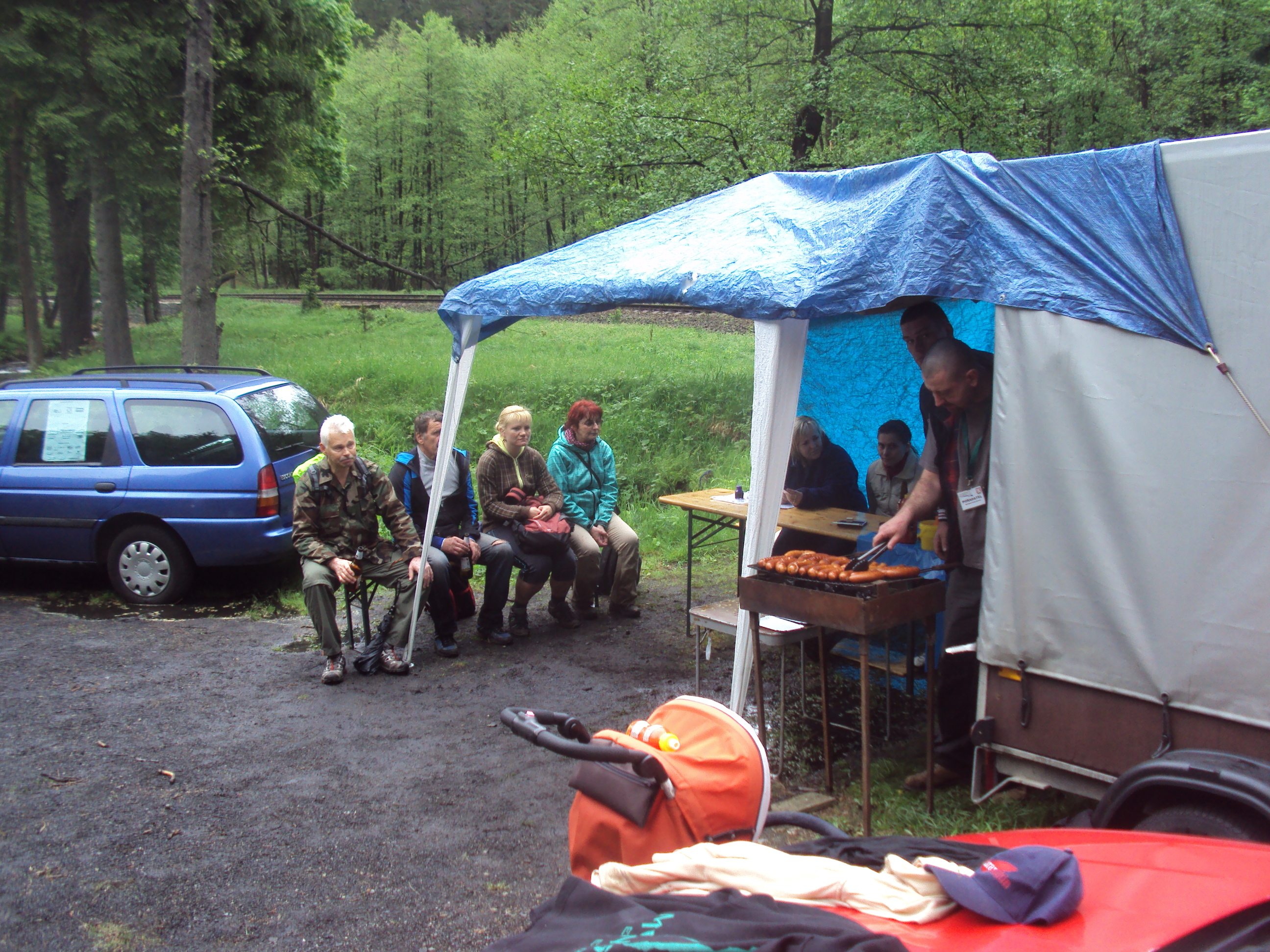
Jedno z kontrolních stanovišť bylo pod PP Pustý zámek

Cyklotrasy
- Chřibská čtyřicetdvojka (42 km)
- Tokáňská  šedesátka (60 km)